# Filmjahr 1963
Liste der Filmjahre

◄◄ | ◄ | 1959 | 1960 | 1961 | 1962 | Filmjahr 1963 | 1964 | 1965 | 1966 | 1967 | ► | ►►

Weitere Ereignisse

## Ereignisse
- 1. Februar: Die Deutsche Kinemathek wird in Berlin als eingetragener Verein gegründet. Erster Direktor ist Gerhard Lamprecht.
- 28. März: Alfred Hitchcocks Film Die Vögel läuft in den Kinos der USA an.
- 1. April: Das Zweite Deutsche Fernsehen (ZDF) startet nach mehreren Tagen mit Versuchssendungen in Mainz offiziell sein bundesweites Fernsehprogramm.
- 12. Juni: Uraufführung von Cleopatra (in der Titelrolle: Elizabeth Taylor). Mit Herstellungskosten von 44 Millionen US-Dollar – inflationsbereinigt 286 Millionen US-Dollar (2005) – gilt diese Produktion als der teuerste Spielfilm aller Zeiten. Diese immensen Kosten, die auch in den Folgejahren nicht durch Erlöse ausgeglichen werden konnten, trieben die Produktionsfirma 20th Century Fox an den Rand des finanziellen Ruins.
- 23. September: Uraufführung von Das Schweigen. Dieser unter der Regie von Ingmar Bergman entstandene Film löste nach seiner deutschen Premiere im folgenden Jahr massive Proteste konservativer Kreise aus. Im Mittelpunkt der Kritik standen zum einen mehrere freizügige Szenen, aber auch die Tatsache, dass die Freiwillige Selbstkontrolle der Filmwirtschaft dieser Produktion das Prädikat „besonders wertvoll“ zuerkannt hatte.
- 23. November: An Unearthly Child, die erste Episode der am längsten laufenden Fernsehserie der Welt, Doctor Who, wird gesendet.
- 11. Dezember: Der Abenteuerfilm Winnetou in der Regie von Harald Reinl nach Karl May, mit Pierre Brice und Lex Barker in den Hauptrollen, wird in den deutschen Kinos gestartet.
- Das Schwedische Filminstitut wird gegründet.
- Sieger der BRAVO Otto Leserwahl 1963:
  - Kategorie – männlicher Filmstar: Gold Rock Hudson, Silber O. W. Fischer, Bronze Anthony Perkins
  - Kategorie – weiblicher Filmstar: Gold Sophia Loren, Silber Ruth Leuwerik, Bronze Liselotte Pulver

## Top 10 der erfolgreichsten Filme

### In Deutschland
Die zehn erfolgreichsten Filme an den deutschen Kinokassen nach Besucherzahlen (Stand: 25. November 2018):
| Platz | Filmtitel                    | Besucher   |
| ----- | ---------------------------- | ---------- |
| 1.    | Winnetou 1. Teil             | 10.000.000 |
| 2.    | James Bond – 007 jagt Dr. No | 7.000.000  |
| 3.    | Das Mädchen Irma la Douce    | 6.000.000  |
| 4.    | Die Nibelungen               | 3.500.000  |
| 5.    | Cleopatra                    | 3.050.000  |
| 6.    | Heimweh nach St. Pauli       | 3.000.000  |
| 7.    | Das Haus in Montevideo       | 3.000.000  |
| 8.    | Der Zinker                   | 2.900.000  |
| 9.    | Der schwarze Abt             | 2.700.000  |
| 10.   | Charade                      | 2.500.000  |

### In den USA
Die zehn erfolgreichsten Filme an den US-amerikanischen Kinokassen nach Einspielergebnis.
| Platz | Filmtitel                              | Einspielergebnis in US-Dollar | Ref.  |
| ----- | -------------------------------------- | ----------------------------- | ----- |
| 1.    | Cleopatra                              | 26.000.000                    | [ 2 ] |
| 2.    | How the West Was Won                   | 20.932.883                    | [ 3 ] |
| 3.    | It’s a Mad, Mad, Mad, Mad World        | 20.800.000                    | [ 4 ] |
| 4.    | Tom Jones                              | 17.070.000                    | [ 5 ] |
| 5.    | Irma la Douce                          | 11.921.784                    | [ 5 ] |
| 6.    | Son of Flubber                         | 9.100.000                     | [ 6 ] |
| 7.    | Charade                                | 6.363.000                     | [ 7 ] |
| 8.    | Bye Bye Birdie                         | 6.200.000                     | [ 7 ] |
| 9.    | Come Blow Your Horn Move Over, Darling | 6.000.000                     | [ 7 ] |
| 10.   | The Great Escape                       | 5.546.000                     | [ 7 ] |

## Filmpreise

### Golden Globe Award
Am 5. März findet im Beverly Hilton Hotel die Golden-Globe-Verleihung statt.
- Bestes Drama: Der Chapman-Report von George Cukor und Lawrence von Arabien von David Lean
- Bestes Musical: Music Man von Morton DaCosta
- Beste Kamera (in Farbe): Freddie Young für Lawrence von Arabien
- Beste Komödie: Ein Hauch von Nerz von Delbert Mann
- Bester Schauspieler (Drama): Gregory Peck in Wer die Nachtigall stört
- Beste Schauspielerin (Drama): Geraldine Page in Süßer Vogel Jugend
- Bester Schauspieler (Musical/Komödie): Marcello Mastroianni in Scheidung auf italienisch
- Beste Schauspielerin (Musical/Komödie): Rosalind Russell in Gypsy – Königin der Nacht
- Bester Nebendarsteller: Omar Sharif in Lawrence von Arabien
- Beste Nebendarstellerin: Angela Lansbury in Botschafter der Angst
- Bester Regisseur: David Lean für Lawrence von Arabien
- Cecil B. DeMille Award: Bob Hope

### Academy Awards
Die Oscarverleihung findet am 8. April im Santa Monica Civic Auditorium in Santa Monica. Moderator ist Frank Sinatra.
- Bester Film: Lawrence von Arabien von David Lean
- Bester Hauptdarsteller: Gregory Peck in Wer die Nachtigall stört
- Beste Hauptdarstellerin: Anne Bancroft in Licht im Dunkel
- Bester Regisseur: David Lean für Lawrence von Arabien
- Bester Nebendarsteller: Ed Begley in Süßer Vogel Jugend
- Beste Nebendarstellerin: Patty Duke in Licht im Dunkel
- Bester Song: Days of Wine and Roses von Henry Mancini und Johnny Mercer
- Beste Musik: Maurice Jarre für Lawrence von Arabien
- Bester fremdsprachiger Film: Les Dimanches de Ville d’Avray von Serge Bourguignon

Vollständige Liste der Preisträger

### Internationale Filmfestspiele von Cannes 1963
Das Festival findet vom 9. Mai bis zum 23. Mai statt. Die Jury wählt folgende Preisträger aus:
- Goldene Palme: Der Leopard von Luchino Visconti
- Bester Schauspieler: Richard Harris in Lockender Lorbeer
- Beste Schauspielerin: Marina Vlady in Die Bienenkönigin

### Internationale Filmfestspiele Berlin 1963
Das Festival findet vom 21. Juni bis zum 2. Juli statt. Die Jury wählt folgende Preisträger aus:
- Goldener Bär: Bushido – Schwur der Gehorsamkeit von Tadashi Imai und Il Diavolo von Gian Luigi Polidoro
- Bester Schauspieler: Sidney Poitier in Lilien auf dem Felde
- Beste Schauspielerin: Bibi Andersson in Älskarinnan
- Bester Regisseur: Nikos Koundouros für Mikres Aphrodites

### Filmfestspiele von Venedig
Das Festival findet vom 24. August bis zum 7. September statt. Die Jury wählt folgende Preisträger aus:
- Goldener Löwe: Hände über der Stadt von Francesco Rosi
- Bester Schauspieler: Albert Finney in Tom Jones – Zwischen Bett und Galgen
- Beste Schauspielerin: Delphine Seyrig in Muriel oder Die Zeit der Wiederkehr

### Deutscher Filmpreis
- Bester Film: Die endlose Nacht und Das Feuerschiff
- Beste Hauptdarstellerin: Elisabeth Bergner für Die glücklichen Jahre der Thorwalds
- Beste Nebendarstellerin: Elfriede Kuzmany für Das schwarz-weiß-rote Himmelbett

### British Film Academy Award
- Bester Film: Lawrence von Arabien von David Lean
- Bester britischer Darsteller: Peter O’Toole für Lawrence von Arabien
- Bester ausländischer Darsteller: Burt Lancaster für Der Gefangene von Alcatraz
- Beste britische Darstellerin: Leslie Caron für Das indiskrete Zimmer
- Beste ausländische Darstellerin: Anne Bancroft für Licht im Dunkel

### Étoile de Cristal
- Bester Film: Die Abgründe von Nikos Papatakis
- Bester Darsteller: Serge Reggiani in Der Teufel mit der weißen Weste
- Beste Darstellerin: Anna Karina in Die Geschichte der Nana S.
- Bester ausländischer Film: Die Banditen von Orgosolo von Vittorio De Seta
- Bester ausländischer Darsteller: Terence Stamp in Die Verdammten der Meere
- Beste ausländische Darstellerin: Romy Schneider in Der Prozeß

### New York Film Critics Circle Award
- Bester Film: Tom Jones – Zwischen Bett und Galgen von Tony Richardson
- Beste Regie: Tony Richardson für Tom Jones – Zwischen Bett und Galgen
- Bester Hauptdarsteller: Albert Finney in Tom Jones – Zwischen Bett und Galgen
- Beste Hauptdarstellerin: Patricia Neal in Der Wildeste unter Tausend
- Bester ausländischer Film: 8½ von Federico Fellini

### National Board of Review
- Bester Film: Tom Jones – Zwischen Bett und Galgen von Tony Richardson
- Beste Regie: Tony Richardson für Tom Jones – Zwischen Bett und Galgen
- Bester Hauptdarsteller: Rex Harrison in Cleopatra
- Beste Hauptdarstellerin: Patricia Neal in Der Wildeste unter Tausend
- Bester Nebendarsteller: Melvyn Douglas in Der Wildeste unter Tausend
- Beste Nebendarstellerin: Margaret Rutherford in Hotel International
- Bester fremdsprachiger Film: 8½ von Federico Fellini

### Laurel Award
- Beste Action-Drama: Der längste Tag von Ken Annakin, Andrew Marton und Bernhard Wicki
  - Bester Action-Darsteller: John Wayne in Der Mann, der Liberty Valance erschoß
- Bestes Drama: Die Tage des Weines und der Rosen von Blake Edwards
  - Bester dramatischer Darsteller: Jack Lemmon in Die Tage des Weines und der Rosen
  - Beste dramatische Darstellerin: Lee Remick in Die Tage des Weines und der Rosen
- Beste Komödie: Ein Hauch von Nerz von Delbert Mann
  - Bester komödiantischer Darsteller: Cary Grant in Ein Hauch von Nerz
  - Beste komödiantische Darstellerin: Doris Day in Ein Hauch von Nerz
- Bestes Musical: Music Man von Morton DaCosta
  - Bester Musical-Darsteller: Robert Preston in Music Man
  - Beste Musical-Darstellerin: Ann-Margret in Texas-Show
- Bester Unterhaltungsfilm: Wer die Nachtigall stört von Robert Mulligan

### Weitere Filmpreise und Auszeichnungen
- Deutscher Kritikerpreis: Franz Peter Wirth
- Directors Guild of America Award: David Lean für Lawrence von Arabien
- Ernst-Lubitsch-Preis: Thomas Fritsch für Das schwarz-weiß-rote Himmelbett
- Louis-Delluc-Preis: Die Regenschirme von Cherbourg von Jacques Demy
- Nastro d’Argento: Die vier Tage von Neapel von Nanni Loy, Wer erschoss Salvatore G.? von Francesco Rosi und Jules und Jim von François Truffaut
- Photoplay Award: Das war der wilde Westen von John Ford, Henry Hathaway, George Marshall und Richard Thorpe (Bester Film), Richard Chamberlain (populärster männlicher Star), Connie Stevens (populärster weiblicher Star)
- Preis der deutschen Filmkritik: Die endlose Nacht von Will Tremper
- Festival Internacional de Cine de Donostia-San Sebastián: Mafioso von Alberto Lattuada (Goldene Muschel)
- Writers Guild of America Award: Music Man (Bestes Musical), Wer die Nachtigall stört (Bestes Drama), Ein Hauch von Nerz (Beste Komödie), Joseph L. Mankiewicz (Lebenswerk)

## Geburtstage

### Januar bis März
Januar

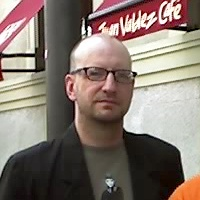
Steven Soderbergh (* 14. Januar)

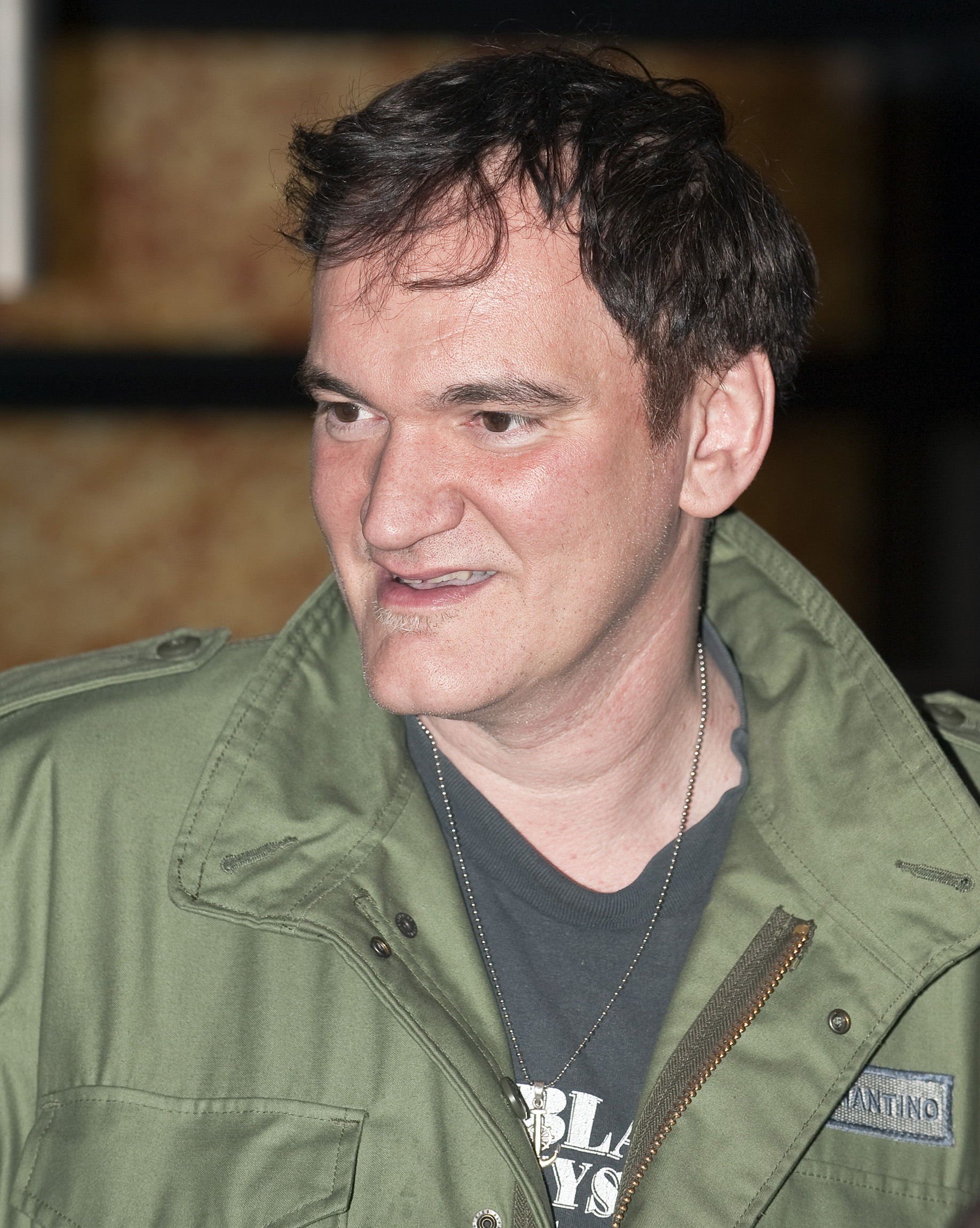
Quentin Tarantino (* 27. März)

- 04. Januar: Christian Carion, französischer Regisseur und Drehbuchautor
- 04. Januar: Susannah Grant, US-amerikanische Drehbuchautorin
- 11. Januar: Jason Connery, britischer Schauspieler und Sohn von Sean Connery
- 14. Januar: Anna Samochina, russische Schauspielerin († 2010)
- 14. Januar: Steven Soderbergh, US-amerikanischer Regisseur
- 18. Januar: Wojciech Smarzowski, polnischer Regisseur
- 20. Januar: James Denton, US-amerikanischer Schauspieler
- 23. Januar: Gail O’Grady, US-amerikanische Schauspielerin
- 24. Januar: Bernhard Schir, österreichischer Schauspieler

Februar
- 05. Februar: Steven Shainberg, US-amerikanischer Regisseur
- 08. Februar: Toby Emmerich, US-amerikanischer Produzent und Drehbuchautor
- 12. Februar: Claudio Amendola, italienischer Schauspieler und Produzent
- 12. Februar: John Michael Higgins, US-amerikanischer Schauspieler und Synchronsprecher
- 13. Februar: Iris Knobloch, deutsche Managerin und Präsidentin des Filmfestivals von Cannes
- 17. Februar: Larry the Cable Guy, US-amerikanischer Comedian, Schauspieler, Drehbuchautor und Synchronsprecher
- 19. Februar: Steffi Kühnert, deutsche Schauspielerin
- 23. Februar: Andrea Sawatzki, deutsche Schauspielerin und Autorin

März
- 01. März: Russell Wong, US-amerikanischer Schauspieler
- 04. März: Daniel Roebuck, US-amerikanischer Schauspieler, Regisseur, Drehbuchautor und Produzent
- 09. März: Jean-Marc Vallée, kanadischer Regisseur, Drehbuchautor, Editor, Schauspieler und Produzent († 2021)
- 11. März: Davis Guggenheim, US-amerikanischer Regisseur und Produzent
- 12. März: Julia Campbell, US-amerikanische Schauspielerin
- 18. März: Vanessa Lynn Williams, US-amerikanische Schauspielerin
- 19. März: Neil LaBute, US-amerikanischer Regisseur und Autor
- 19. März: Geoffrey Lower, US-amerikanischer Schauspieler
- 20. März: Kathy Ireland, US-amerikanische Schauspielerin
- 20. März: David Thewlis, britischer Schauspieler
- 21. März: Jill Schoelen, US-amerikanische Schauspielerin
- 22. März: Francesco Quinn, US-amerikanischer Schauspieler († 2011)
- 27. März: Quentin Tarantino, US-amerikanischer Regisseur, Schauspieler, Produzent und Drehbuchautor.

### April bis Juni
April

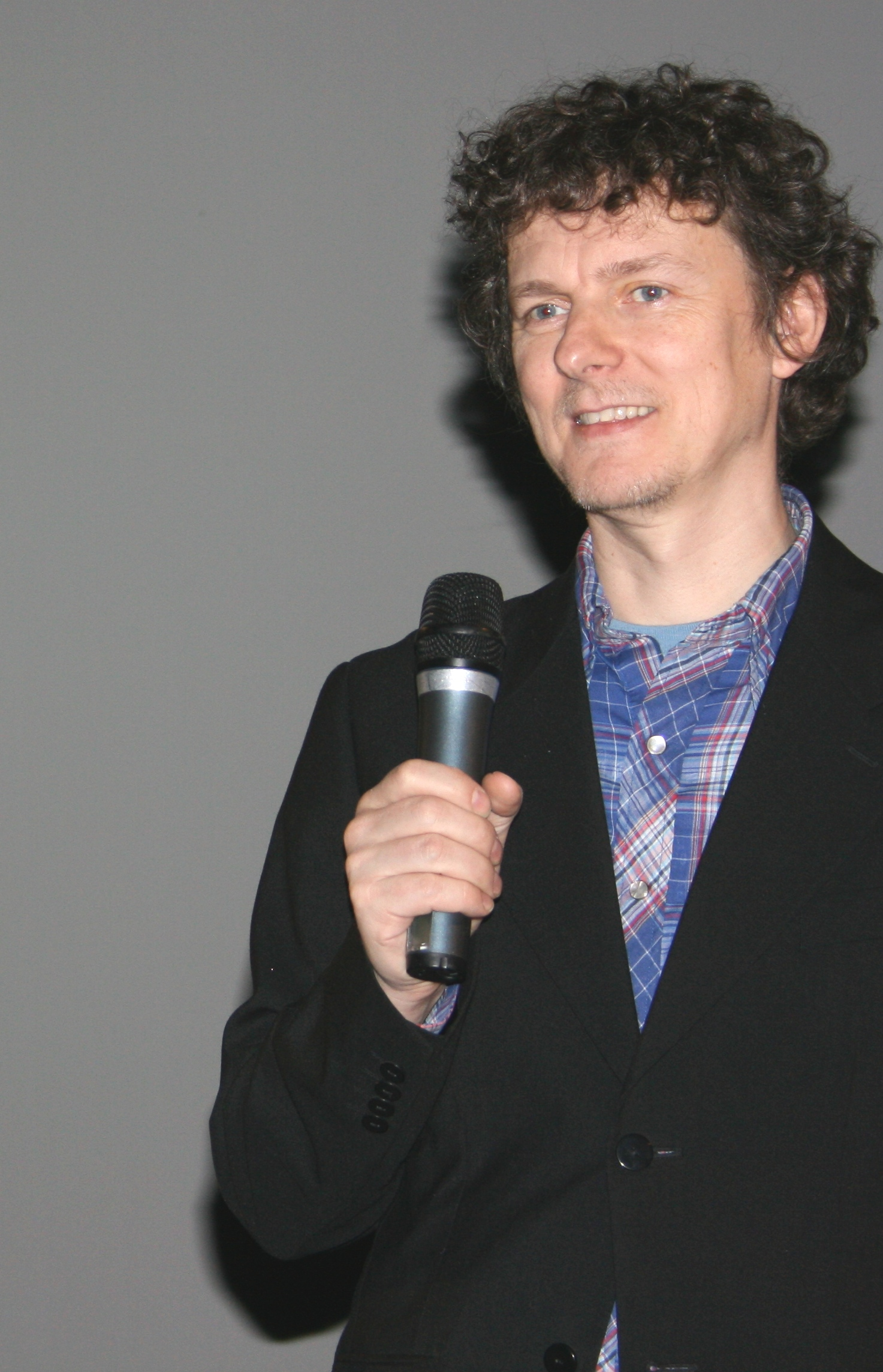
Michel Gondry (* 8. Mai)

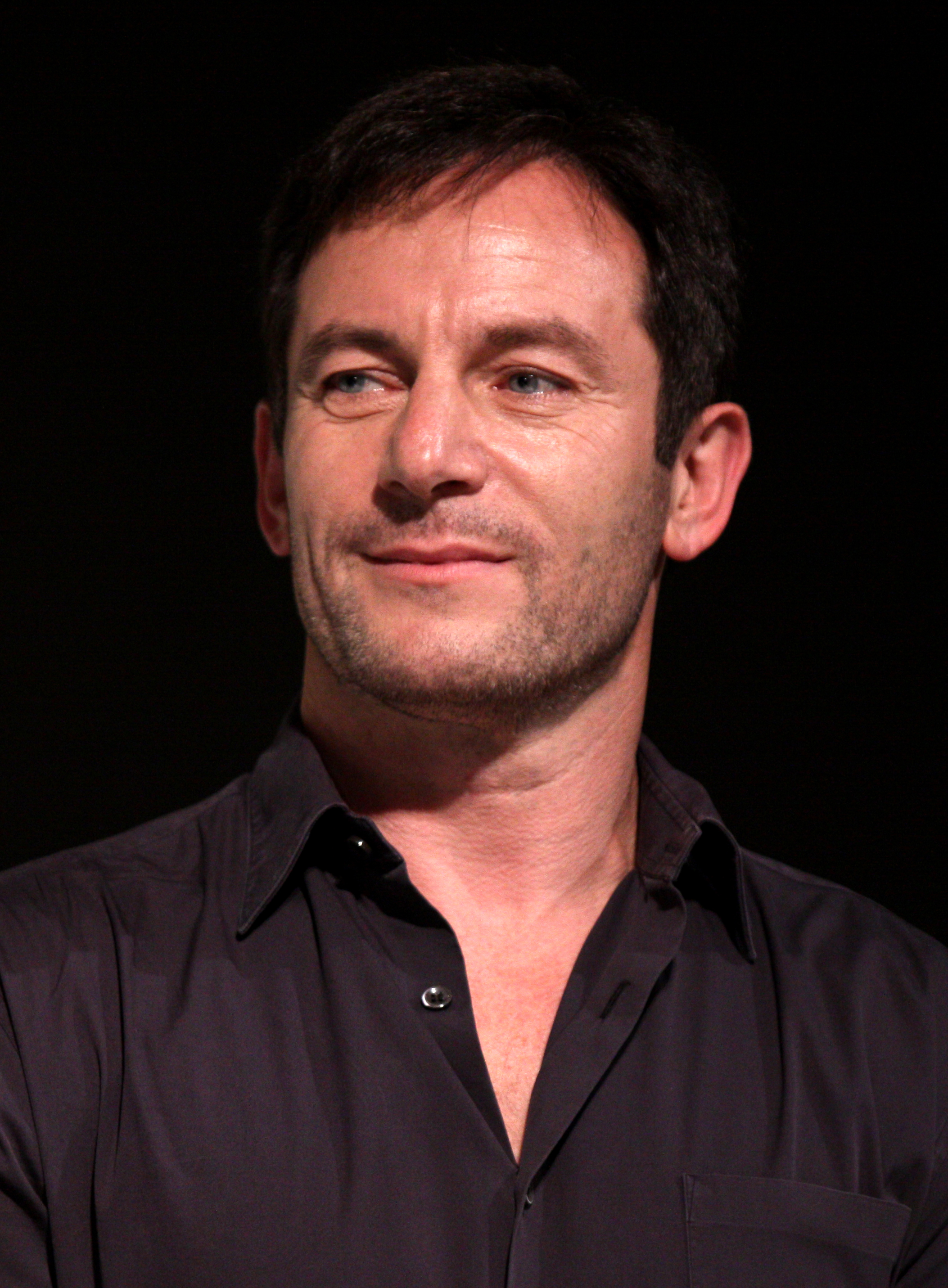
Jason Isaacs (* 6. Juni)

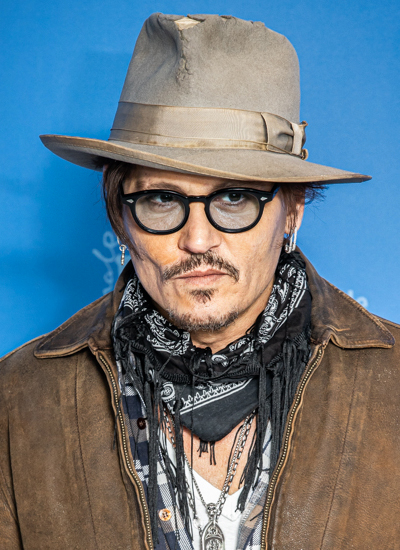
Johnny Depp (* 9. Juni)

- 10. April: Peter Morgan, britischer Drehbuchautor
- 11. April: Peter Landesman, US-amerikanischer Produzent und Drehbuchautor
- 21. April: Lisa Darr, US-amerikanische Schauspielerin
- 21. April: Roy Dupuis, kanadischer Schauspieler
- 21. April: John Cameron Mitchell, US-amerikanischer Schauspieler und Regisseur
- 24. April: Scott Rosenberg, US-amerikanischer Filmproduzent und Drehbuchautor
- 26. April: Sven Walser, deutscher Schauspieler († 2023)
- 29. April: Bruce Harwood, kanadischer Schauspieler

Mai
- 08. Mai: Michel Gondry, französischer Regisseur
- 11. Mai: Natasha Richardson, britische Schauspielerin († 2009)
- 12. Mai: Gavin Hood, südafrikanischer Regisseur
- 15. Mai: Brenda Bakke, US-amerikanische Schauspielerin
- 15. Mai: Jamie Harris, britischer Schauspieler
- 15. Mai: Grant Heslov, US-amerikanischer Schauspieler und Drehbuchautor
- 16. Mai: Mercedes Echerer, österreichische Schauspielerin
- 25. Mai: Anne Consigny, französische Schauspielerin
- 25. Mai: George Hickenlooper, US-amerikanischer Regisseur, Produzent und Drehbuchautor († 2010)
- 25. Mai: Mike Myers, kanadischer Schauspieler
- 26. Mai: Marcus Nispel, deutscher Regisseur
- 27. Mai: Laura Dean, US-amerikanische Tänzerin, Schauspielerin und Synchronsprecherin

Juni
- 03. Juni: Anica Dobra, deutsch-serbische Schauspielerin
- 06. Juni: Jason Isaacs, britischer Schauspieler
- 08. Juni: Anthony Cistaro, US-amerikanischer Schauspieler
- 08. Juni: Frank Grillo, US-amerikanischer Schauspieler
- 09. Juni: Johnny Depp, US-amerikanischer Schauspieler
- 09. Juni: David Koepp, US-amerikanischer Drehbuchautor und Regisseur
- 10. Juni: Jeanne Tripplehorn, US-amerikanische Schauspielerin
- 12. Juni: Tim DeKay, US-amerikanischer Schauspieler
- 15. Juni: Helen Hunt, US-amerikanische Schauspielerin
- 15. Juni: Blanca Portillo, spanische Schauspielerin
- 15. Juni: Karen Sillas, US-amerikanische Schauspielerin
- 17. Juni: Greg Kinnear, US-amerikanischer Schauspieler
- 17. Juni: Schaukje Könning, deutsche Schauspielerin und Synchronsprecherin
- 21. Juni: Alexandra Masterson, US-amerikanische Schauspielerin
- 30. Juni: Rupert Graves, britischer Schauspieler

### Juli bis September
Juli

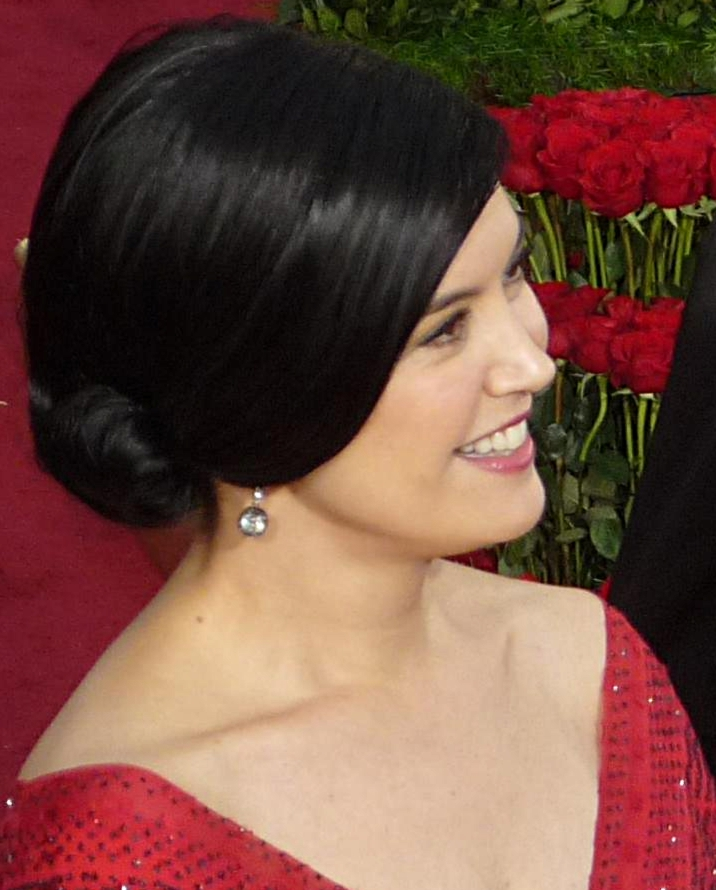
Phoebe Cates (* 16. Juli)

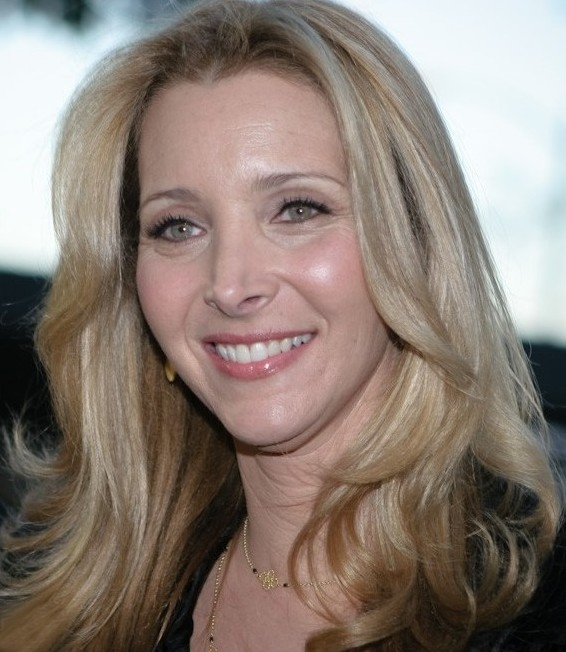
Lisa Kudrow (* 30. Juli)

- 02. Juli: Jens Riewa, deutscher Moderator und Nachrichtensprecher
- 04. Juli: Ute Lemper, deutsche Schauspielerin
- 05. Juli: Edie Falco, US-amerikanische Schauspielerin
- 08. Juli: Michael Cuesta, US-amerikanischer Regisseur und Drehbuchautor
- 11. Juli: Lisa Rinna, US-amerikanische Schauspielerin
- 15. Juli: Brigitte Nielsen, dänische Schauspielerin
- 16. Juli: Phoebe Cates, US-amerikanische Schauspielerin
- 16. Juli: Nina Petri, deutsche Schauspielerin
- 20. Juli: Adoni Maropis, US-amerikanischer Schauspieler
- 20. Juli: Frank Whaley, US-amerikanischer Schauspieler
- 22. Juli: Rob Estes, US-amerikanischer Schauspieler
- 22. Juli: Joanna Going, US-amerikanische Schauspielerin
- 29. Juli: Alexandra Paul, US-amerikanische Schauspielerin
- 30. Juli: Lisa Kudrow, US-amerikanische Schauspielerin

August
- 01. August: John Carroll Lynch, US-amerikanischer Schauspieler
- 03. August: Lisa Ann Walter, US-amerikanische Schauspielerin
- 03. August: Isaiah Washington, US-amerikanischer Schauspieler
- 07. August: Ramon Estevez, US-amerikanischer Schauspieler
- 07. August: Harold Perrineau, US-amerikanischer Schauspieler
- 08. August: Jon Turteltaub, US-amerikanischer Regisseur
- 09. August: Whitney Houston, US-amerikanische Sängerin und Schauspielerin
- 14. August: David Aaron Baker, US-amerikanischer Schauspieler
- 14. August: Emmanuelle Béart, französische Schauspielerin
- 15. August: Alejandro González Iñárritu, mexikanischer Regisseur
- 16. August: Andreas Dresen, deutscher Regisseur
- 17. August: Andrzej Jakimowski, polnischer Regisseur
- 18. August: Heino Ferch, deutscher Schauspieler
- 19. August: John Stamos, US-amerikanischer Schauspieler
- 23. August: Park Chan-wook, koreanischer Regisseur
- 28. August: Jennifer Coolidge, US-amerikanische Schauspielerin
- 29. August: Karl Markovics, österreichischer Schauspieler
- 30. August: Michael Chiklis, US-amerikanischer Schauspieler

September
- 06. September: Betsy Russell, US-amerikanische Schauspielerin
- 08. September: Brad Silberling, US-amerikanischer Regisseur und Drehbuchautor
- 17. September: William Shockley, US-amerikanischer Schauspieler
- 19. September: Spencer Garrett, US-amerikanischer Schauspieler
- 19. September: Alessandra Martines, italienische Schauspielerin
- 20. September: Robert LaSardo, US-amerikanischer Schauspieler
- 21. September: Oliver Mink, deutscher Schauspieler und Synchronsprecher
- 25. September: Tate Donovan, US-amerikanischer Schauspieler
- 26. September: Lysette Anthony, britische Schauspielerin

### Oktober bis Dezember
Oktober

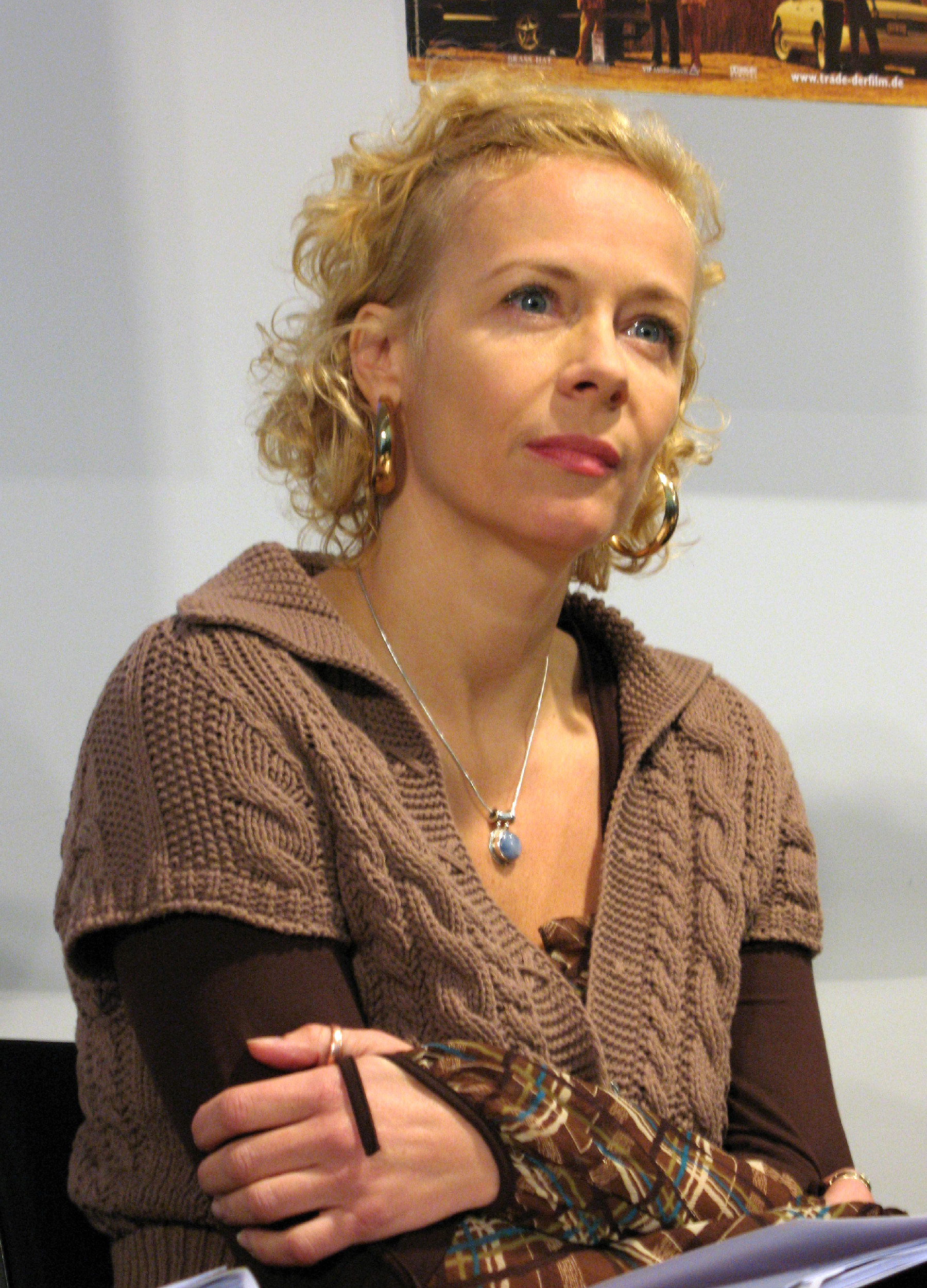
Katja Riemann (* 1. November)

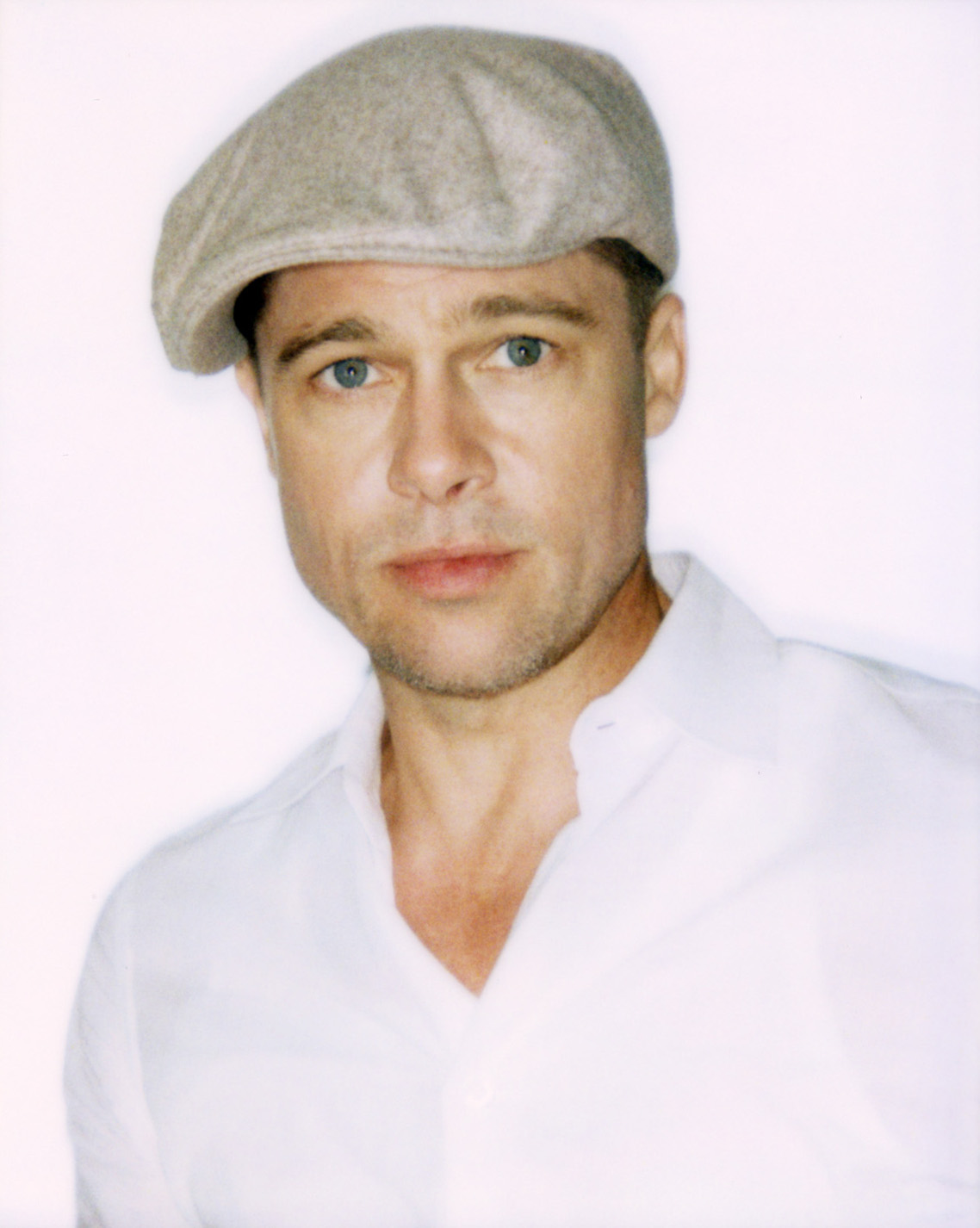
Brad Pitt (* 18. Dezember)

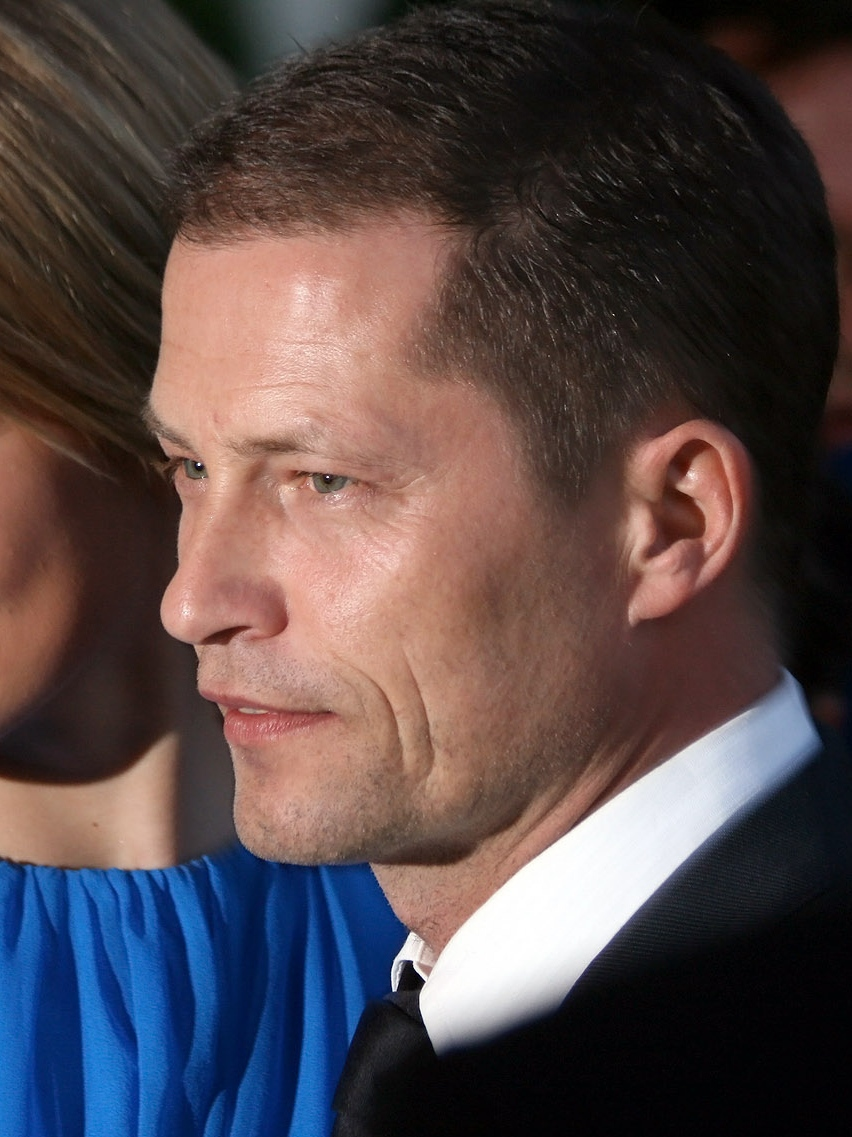
Til Schweiger (* 19. Dezember)

- 06. Oktober: Elisabeth Shue, US-amerikanische Schauspielerin
- 12. Oktober: Satoshi Kon japanischer Regisseur und Drehbuchautor († 2010)
- 13. Oktober: Anne Bennent, Schweizer Schauspielerin, Chanson-Sängerin und Rezitatorin
- 13. Oktober: Donna Williams, australische Schriftstellerin und Drehbuchautorin († 2017)
- 14. Oktober: Lori Petty, US-amerikanische Schauspielerin
- 16. Oktober: Pamela Bach, US-amerikanische Schauspielerin († 2025)
- 23. Oktober: Eva Billisich, österreichische Schauspielerin
- 25. Oktober: Tracy Nelson, US-amerikanische Schauspielerin
- 26. Oktober: Ted Demme, US-amerikanischer Regisseur († 2002)
- 27. Oktober: Marla Maples, US-amerikanische Fernsehschauspielerin
- 28. Oktober: Lauren Holly, US-amerikanische Schauspielerin
- 30. Oktober: Michael Beach, US-amerikanischer Schauspieler
- 31. Oktober: Roland Düringer, österreichischer Kabarettist und Schauspieler
- 31. Oktober: Dermot Mulroney, US-amerikanischer Schauspieler
- 31. Oktober: Rob Schneider, US-amerikanischer Schauspieler

November
- 01. November: Katja Riemann, deutsche Schauspielerin
- 05. November: Tatum O’Neal, US-amerikanische Schauspielerin
- 06. November: Rainer Sellien, deutscher Schauspieler
- 10. November: Hugh Bonneville, britischer Schauspieler
- 10. November: Tommy Davidson, US-amerikanischer Schauspieler
- 10. November: Cordula Stratmann, deutsche Komikerin, Moderatorin, Schauspielerin und Autorin
- 12. November: Sam Lloyd, US-amerikanischer Schauspieler († 2020)
- 14. November: Anno Saul, deutscher Regisseur und Drehbuchautor
- 15. November: Kevin J. O’Connor, US-amerikanischer Schauspieler
- 16. November: Heike Bittner, deutsche Drehbuchautorin, Regisseurin und Filmproduzentin
- 16. November: René Steinke, deutscher Schauspieler
- 17. November: Dylan Walsh, US-amerikanischer Schauspieler
- 19. November: Terry Farrell, US-amerikanische Schauspielerin
- 21. November: Moisés Kaufman, venezolanischer Regisseur
- 21. November: Nicollette Sheridan, US-amerikanische Schauspielerin
- 22. November: Brian Robbins, US-amerikanischer Regisseur und Produzent
- 23. November: Andreas Schmidt, deutscher Schauspieler († 2017)
- 26. November: Felix von Muralt, schweizerischer Regisseur und Kameramann
- 27. November: Wladimir Maschkow, russischer Schauspieler und Regisseur
- 27. November: Fisher Stevens, US-amerikanischer Schauspieler und Produzent
- 30. November: Kirk Jones, britischer Regisseur

Dezember
- 06. Dezember: Ulrich Thomsen, dänischer Schauspieler
- 14. Dezember: Cynthia Gibb, US-amerikanische Schauspielerin
- 15. Dezember: Mirosław Baka, polnischer Schauspieler
- 15. Dezember: Ellie Cornell, US-amerikanische Schauspielerin
- 15. Dezember: Helen Slater, US-amerikanische Schauspielerin
- 16. Dezember: Benjamin Bratt, US-amerikanischer Schauspieler
- 18. Dezember: Brad Pitt, US-amerikanischer Schauspieler
- 19. Dezember: Jennifer Beals, US-amerikanische Schauspielerin
- 19. Dezember: Cristina Marcos, spanische Schauspielerin
- 19. Dezember: Bettina Redlich, österreichische Schauspielerin
- 19. Dezember: Til Schweiger, deutscher Schauspieler
- 20. Dezember: Joel Gretsch, US-amerikanischer Schauspieler
- 24. Dezember: Naja Marie Aidt, dänische Drehbuchautorin
- 27. Dezember: Gaspar Noé, französischer Regisseur und Drehbuchautor

### Tag unbekannt
- Vana Barba, griechische Schauspielerin
- Alessandro Camon, italienischer Produzent und Drehbuchautor

## Verstorbene

### Januar bis März
Januar

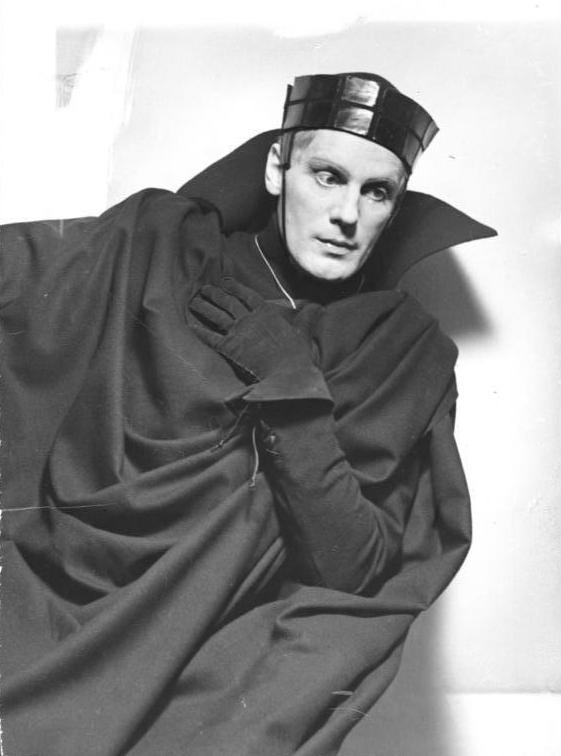
Gustaf Gründgens (1899–1963)

- 02. Januar: Dick Powell, US-amerikanischer Schauspieler und Regisseur (* 1904)
- 06. Januar: Frank Tuttle, US-amerikanischer Regisseur (* 1892)
- 07. Januar: Gustave Preiss, schweizerischer Kameramann (* 1881)
- 08. Januar: Boris Morros, russisch-amerikanischer Produzent und Komponist (* 1891)
- 08. Januar: Jack Okey, US-amerikanischer Art Director und Szenenbildner (* 1889)
- 10. Januar: Franz Planer, österreichischer Kameramann (* 1894)
- 15. Januar: Cesare Fantoni, italienischer Schauspieler (* 1905)
- 20. Januar: Hans Hemes, deutscher Schauspieler (* 1890)
- 21. Januar: Wilhelm Groothe, deutscher Schauspieler (* 1903)
- 21. Januar: Al St. John, US-amerikanischer Schauspieler (* 1893)
- 26. Januar: Ole Olsen, US-amerikanischer Schauspieler (* 1892)
- 26. Januar: Hans Rouc, österreichischer Filmarchitekt (* 1893)
- 28. Januar: John Farrow, australischer  Drehbuchautor und Regisseur (* 1904)
- 27. Januar: Baccio Bandini, italienischer Produzent, Filmeditor und Regisseur (* 1913)
- 29. Januar: Anthony Coldeway, US-amerikanischer Drehbuchautor und Regisseur (* 1887)

Februar
- 03. Februar: Rolf Meyer, deutscher Drehbuchautor, Produzent und Regisseur (* 1910)
- 11. Februar: Aribert Grimmer, deutscher Schauspieler (* 1900)
- 12. Februar: Giuseppe Guarino, italienischer Regisseur (* 1885)
- 16. Februar: László Lajtha, ungarischer Komponist (* 1892)
- 18. Februar: Monte Blue, US-amerikanischer Schauspieler (* 1887)

### April bis Juni
April
- 27. April: Kenneth Macgowan, US-amerikanischer Produzent (* 1888)
- 30. April: William C. Mellor, US-amerikanischer Kameramann (* 1903)
- 30. April: Bryant Washburn, US-amerikanischer Schauspieler (* 1889)

Mai
- 06. Mai: Monty Woolley, US-amerikanischer Schauspieler (* 1888)
- 12. Mai: Ernst Marischka, österreichischer Regisseur und Drehbuchautor (* 1893)

Juni
- 02. Juni: Gustav Abel, österreichischer Szenenbildner (* 1902)
- 07. Juni: ZaSu Pitts, US-amerikanische Schauspielerin (* 1894)
- 18. Juni: Pedro Armendáriz, mexikanischer Schauspieler (* 1912)

### Juli bis September
August

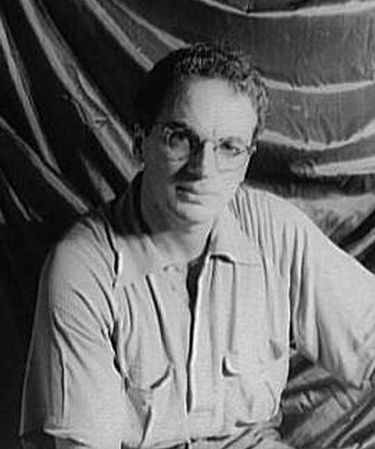
Clifford Odets (1906–1963)

- 05. August: Annie Rosar, österreichische Schauspielerin (* 1888)
- 18. August: Clifford Odets, US-amerikanischer Drehbuchautor (* 1906)
- 24. August: James Kirkwood, US-amerikanischer Regisseur (* 1875)

September
- 11. September: Richard Oswald, österreichischer Regisseur (* 1880)
- 15. September: Oliver Wallace, britisch-US-amerikanischer Komponist und Dirigent (* 1887)

### Oktober bis Dezember
Oktober
- 07. Oktober: Gustaf Gründgens, deutscher Schauspieler und Regisseur (* 1899)
- 10. Oktober: Édith Piaf, französische Sängerin und Schauspielerin (* 1915)
- 11. Oktober: Jean Cocteau, französischer Schriftsteller und Regisseur (* 1889)
- 18. Oktober: Constance Worth, australische Schauspielerin (* 1912)
- 29. Oktober: Adolphe Menjou, französischer Schauspieler (* 1890)
- 31. Oktober: Henry Daniell, britischer Schauspieler (* 1894)

November
- 15. November: Fritz Reiner, US-amerikanischer Dirigent (* 1888)
- 21. November: Pierre Blanchar,  französischer Schauspieler und Regisseur (* 1892)
- 25. November: Joseph Sweeney, US-amerikanischer Schauspieler (* 1884)
- 29. November: Charles Schnee, US-amerikanischer Drehbuchautor (* 1916)

Dezember
- 02. Dezember: Sabu, indischer Schauspieler (* 1924)
- 04. Dezember: Robert Hamer, britischer Regisseur und Drehbuchautor (* 1911)
- 12. Dezember: Ozu Yasujirō, japanischer Regisseur (* 1903)